# Roddy Lenga
Roddy Lenga (22 aprile 1990) è un calciatore vanuatuano, di ruolo centrocampista.

## Carriera

### Nazionale
Ha debuttato in Nazionale il 1º giugno 2012, in Vanuatu-Nuova Caledonia (2-5). Ha partecipato, con la Nazionale, alla Coppa delle nazioni oceaniane 2012. Ha collezionato in totale, con la maglia della Nazionale, due presenze.